# Thomas Le Douarec
 (mai 2016).
Si vous disposez d'ouvrages ou d'articles de référence ou si vous connaissez des sites web de qualité traitant du thème abordé ici, merci de compléter l'article en donnant les références utiles à sa vérifiabilité et en les liant à la section « Notes et références ».
Thomas Le Douarec est un metteur en scène, comédien et scénariste français, né le 14 mai 1970 à Rouen (Seine-Maritime).

## Théâtre

### Mises en scène
- 2024 : Le Misanthrope de Molière, festival off d'Avignon puis Théâtre Le Ranelagh en 2025
- 2019 : Very Math Trip de Manu Houdart
- 2019 : Embarquement immédiat de Bernard Vaillot, mise en scène Thomas le Douarec. Avec Lélia Nevert, Stéphane Balny et Bernard Vaillot. Création au Théâtre de la Condition des Soies, Lumières : Stéphane Balny

- 2019 : Aux Deux Colombes de Sacha Guitry

- 2019 : "le Portrait de Dorian Gray", une pièce de Thomas le Douarec d'après le roman d'Oscar Wilde

- 2018 : L'Idiot d’après Dostoïevski, mise en scène et adaptation théâtrale Thomas le Douarec.

- 2018 : Face à Face de Peter Quilter, mise en scène Thomas le Douarec, avec Martin Lamotte, Véronique Genest, Stéphane Testu, Nicolas le Guen. décor Matthieu Beutter, costumes José Gomez, Assistant à la mise en scène Judicaël Vattier Tournée Les Lucioles.

- 2016 : "Portrait craché", une comédie de Thierry Lassale avec Véronique Genest, Caroline Devismes, Julien Cafaro, Maxime, Gaspard Leclerc puis Nicolas le Guen (en tournée), Création au Palais des Glaces le 29/01/2016, Tournée les Lucioles 2016/2017.

- 2016 : "le Portrait de Dorian Gray", une pièce de Thomas le Douarec d'après le roman d'Oscar Wilde
- 2015 : "Les Ambitieux", une pièce de Jean-Pierre About
- 2014 : Jean et Béatrice de Carole Fréchette avec Caroline Devismes et Thomas le Douarec. Création au Théâtre de la Manufacture des Abbesses du 3 février 2014 au 29 avril 2014. Reprise au Festival d'Avignon 2014 au Théâtre du Bourg-Neuf.
- 2014 : "Le jour où je suis devenue chanteuse Black" de Caroline Devismes et Thomas le Douarec avec Caroline Devismes et Lauri Lupi puis Jean-Baptiste Artigas et Stéphane Balny.
- 2013 : "Cul sec"
- 2013 : Les hommes viennent de Mars et les Femmes de Vénus, spectacle conçu d'après le livre de John Gray de et par Paul Dewandre, Théâtre du Gymnase Marie-Bell
- 2013 : Ch'ui une chanteuse black blonde aux yeux bleus..., comédie musicale de Caroline Devismes et Thomas le Douarec.
- 2012 : Ch'hui une chanteuse black... blonde, aux yeux bleus... et alors?, comédie musicale de Caroline Devismes et Thomas Le Douarec. Avec : Caroline Devismes, Mehdi Bourayou. Musicien : Mehdi Bourayou (piano, guitare). Création Avignon Off 2012. Production Compagnie Thomas Le Douarec.
- 2012 : Dorian Gray, Festival off d'Avignon 2012, chapelle du Gymnase du Collège de la Salle. Puis Festival de Bonaguil.
- 2011 : Du vent dans les branches de Sassafras, de René de Obaldia
- 2011 : Les Bons Bourgeois, Lecture-spectacle avec Judith Magre, Francis Lalanne, Caroline Devismes, Marie Parouty, Yvan Garouel, Thomas Le Douarec, Jean-Pierre Bernard, et René de Obaldia.
- 2011 : Poivre de Cayenne, Lecture-spectacle avec Lucien Jean-Baptiste (le petit), Thomas Le Douarec (le grand), et René de Obaldia.
- 2011 : La Défunte, Lecture spectacle avec Élodie Navarre et Cyrielle Clair.
- 2011 :  Festival René de Obaldia organisé par Thomas Le Douarec, Stéphanie Tesson, Marie-Hélène Brian et Catherine Develay, au théâtre du Ranelagh.
- 2011 : Dorian Gray, comédie musicale de Thomas Le Douarec, d'après l'œuvre d'Oscar Wilde
- 2011 : Le Cid de Pierre Corneille, Espace Jacques Prévert Aulnay-sous-Bois, théâtre municipal de Grenoble
- 2010 : Mike une comédie musicale de Gadi Inbar, adaptation française de Laurence Sendrowicz au théâtre Comedia
- 2009 : Grasse Matinée une comédie squelettique de René de Obaldia, théâtre des Mathurins
- 2009 : Les hommes viennent de Mars et les femmes de Vénus de Paul Dewandre, théâtre du Gymnase Marie-Bell
- 2009 : Le Cid de Corneille, Version Flamenca, théâtre Comedia
- 2007 : Les femmes sont des hommes comme les autres de et par Cartouche, création le 12 juin à Papeete à Tahiti, puis Le Quai du Rire à Marseille, Le Palace Avignon, Théâtre Trévise, La Cigale.
- 2007 : Le Dindon de Georges Feydeau, adaptation Thomas Le Douarec, création au théâtre Tristan-Bernard le 4 mai 2007
- 2006 : Les hommes viennent de Mars et les femmes de Vénus, d'après John Gray, de et par Paul Dewandre, création à Bruxelles en novembre 2006 au BAO, puis théâtre 140, Cirque Royal, Forest National. Création à Paris le 14 février 2007 au Petit Gymnase, reprise au théâtre du Gymnase Marie-Bell le 2 octobre 2007. Tournée : Belgique, Québec, Suisse, Allemagne. Un DVD est sorti chez Studio Canal
- 2006 : Andromaque de Racine, avec Natacha Amal (Andromaque), Marie Parouty (Hermione), Jean-Charles Chagachbanian (Pyrrhus), Grégoire Bonnet (Oreste) et Florent Guyot (Ananke). Création lors de l'ouverture du festival de théâtre Les Estivales de Perpignan, puis aussitôt après au théâtre du Chêne Noir, Festival d'Avignon off 2006, puis reprise au Festival de Fréjus, Nuits Auréliennes et en tournée saison 2007-2008
- 2006 : Sex-Shop de Michèle Bourdet et Audrey Dana, avec Jeanne Savary, Michèle Bourdet, Grégoire Bonnet, Lucien Jean-Baptiste, création au Festival d'Avignon off 2006 au Petit Louvre
- 2006 : Des soucis et des potes de Vincent Faraggi, création à Lyon au Boui-Boui puis Festival d'Avignon off 2006 au Petit Louvre, reprise au théâtre Trévise depuis le 12 septembre 2006, dernière le 5 janvier 2008. Une captation a été réalisée par France 4 et diffusée sur cette même chaîne à plusieurs reprises
- 2004 : Sentires, ballet contemporain de danse flamenca, chorégraphie Raquel Gomez, Macarena Vergara, Karine Gonzales et Maria, création au Festival d'Avignon off 2004 au  théâtre la Luna puis reprise au Festival 2006 dans le même théâtre. Tournée 2004-2006, reprise au théâtre Trévise 2004-2005, reprise au théâtre 13 puis Vingtième théâtre en novembre-décembre 2006
- 2003 : The Very Very “Best Of” Monty Python's Flying Circus, adaptation Thomas Le Douarec, spectacle « surtitré » en anglais, création à Londres en 2003 au théâtre Pleasance, Festival d’Edinburgh 2003, Festival d’Avignon off 2004, puis reprise à Londres en 2005 au Riverside Studios, Festival d’Edinburgh Fringe 2005, puis Fringe Dublin 2005, recréation au Ciné 13 théâtre avec une nouvelle équipe
- 2003 : Marianne James en concert (Le Caprice de Marianne), chansons et textes de et par Marianne James, création Festival off d’Avignon 2003, théâtre du Petit Louvre, théâtre 13, La Cigale, tournée 2003-2006
- 2003 : L'Amour à trois, création de René de Obaldia pour la Compagnie, Festival off d’Avignon 2003,  théâtre la Luna, Ciné 13 théâtre, théâtre de Poche 2004-2005, Comédie Bastille 2005, tournée 2003-2005
- 2003 : Monty Python 2, d’après les Monty Python, adaptation Thomas Le Douarec, création petit théâtre de Paris, reprises au Festival off d’Avignon 2003, théâtre du Chêne Noir, théâtre de l’Européen
- 2002 : Le Manège du pouvoir de Jean-Pierre About, avec Cécile Paoli, Henri Tisot et Thomas Le Douarec, création théâtre 14 Jean-Marie Serreau, reprise au Festival de Pau 2003
- 2002 : 1+1=2, spectacle de danse et de théâtre d’après des textes d’auteurs contemporains et de Thomas Le Douarec, création Vingtième théâtre
- 2002 : Monty Python's Flying Circus (no 1), d’après les Monty Python, adaptation Martine Jeanneret et Lova Golovtchiner, création au Palais des Glaces, reprise au petit théâtre de Paris, théâtre du Chêne Noir, tournée
- 2001 : Les Caprices de Marianne d’Alfred de Musset, théâtre du Nord-Ouest, théâtre national Mohamed V, Rabat (Maroc)
- 2001 : Arrête de pleurer Pénélope ! de et avec Christine Anglio, Juliette Arnaud et Corinne Puget, création Espace Carpeaux, Courbevoie, reprises au Festival off d’Avignon-2001, théâtre du Capitol, Café de la Gare, Palais des Glaces, Trévise, Le Boui-boui à Lyon, tournée 2003-2006, Festival off Avignon, Petit Louvre. Ce spectacle totalise plus de mille représentations et se joue encore dans la même mise en scène
- 2000 : Vol au-dessus d'un nid de coucou de Dale Wasserman, adaptation Robert Cordier
- 1999 : Du vent dans les branches de sassafras de René de Obaldia, création au théâtre du Ranelagh, reprises au petit théâtre de Paris, tournée 1999-2001
- 1999 : Les Obaldiableries de René de Obaldia, création théâtre 14 Jean-Marie Serreau
- 1998 : Sur tout ce qui bouge de Christian Rullier, création Centre Mathis
- 1998 : Football et autres réflexions de Christian Rullier, création théâtre Rive Gauche
- 1998 : Le Cid de Corneille, création théâtre de la Madeleine, reprises successives théâtre Daunou, théâtre du Ranelagh, théâtre Marigny, théâtre Antoine, tournée 1999-2001. Ce spectacle a remporté le Prix du Public au Festival international de théâtre de Sarajevo (existe en DVD)
- 1997 : Gros-René l'écolier d’après Molière, adaptation Thomas Le Douarec, théâtre du Nord-Ouest
- 1997 : Le Portrait de Dorian Gray d’Oscar Wilde, nouvelle adaptation anglaise de David Caris et Thomas Le Douarec, avec distribution anglaise, création théâtre Rive Gauche
- 1996 : L'Idiot d’après Dostoïevski, adaptation Thomas Le Douarec, création Centre Mathis, reprise Théâtre de la Main d'Or, 1996
- 1996 : Le Portrait de Dorian Gray d’après Oscar Wilde, adaptation David Caris et T. Le Douarec, création théâtre Le Trianon, reprises au Festival off d’Avignon 1996, théâtre du Cabestan, théâtre Trévise, Théâtre de la Main d'Or, théâtre Rive Gauche
- 1995 : Le Dindon de Georges Feydeau, adaptation Thomas Le Douarec, création au théâtre du Ranelagh, reprises au théâtre Le Trianon, au Festival off d’Avignon 1996, Cinévox, théâtre La Bruyère, théâtre Tristan-Bernard pour toute la saison jusqu'en juillet 1997, tournée 1995-1998
- 1994 : Une soirée de carnaval d’après Carlo Goldoni, adaptation Thomas Le Douarec, création Centre Mathis
- 1993 : Les Sorcières de Salem d’Arthur Miller, adaptation Marcel Aymé, création Centre Mathis, reprises théâtre Le Trianon, théâtre Hébertot, théâtre Mouffetard, théâtre du Ranelagh, tournée 1995-1996
- 1992 : Sur le dos d'un éléphant de Thomas Le Douarec, création Centre Mathis, reprises aux Blancs Manteaux, Théâtre Paris-Plaine, Bateau-théâtre Ouragan, Bateau-théâtre la Mare au Diable
- 1991 : Dommage qu'elle soit une putain d’après John Ford, adaptation de Thomas Le Douarec, Cirque d'Hiver (Paris), Festival off d’Avignon 1991, Le Palace, théâtre Le Trianon
- 1991 : Voyelles d’après Léo Ferré et Arthur Rimbaud, adaptation de Franz Pignorel, création théâtre du Tourtour
- 1990 : Maledictis de Sacha Guitry et Thomas Le Douarec, création au théâtre de l’école Florent, reprise au Centre Wallonie-Bruxelles. A remporté deux « Jacques » : meilleure mise en scène et adaptation et meilleur comédien dans un second rôle (Thomas Le Douarec).

### Comédien
- 2024 : Le Misanthrope de Molière, mise en scène Thomas Le Douarec, festival off d'Avignon puis Théâtre Le Ranelagh en 2025
- 2017 : Le Portrait de Dorian Gray de Oscar Wilde, mise en scène Thomas le Douarec, Festival Off d'Avignon
- 2014 : Bérénice, de Jean Racine, mise en scène : Jean-Luc Jeener, théâtre du Nord-Ouest, rôle de Titus
- 2012 : La Femme du Boulanger de Marcel Pagnol, mise en scène : Alain Sachs, avec Michel Galabru, Dominique Régnier, Maxime Lombard, Julien Cafaro, Bernard Larmande, Sylvie Gentil, Roger Souza ou Didier Constant, Christophe Mondolini et Thomas Le Douarec dans le rôle du Marquis Castan de Venelle. Tournée saison 2012 / 2013.
- 2011 : L'Amour à trois de René de Obaldia, mise en scène Thomas Le Douarec et Pierre Forest, rôle de Victor, théâtre Le Ranelagh
- 2007 : Les riches reprennent confiance de Louis-Charles Sirjacq, mise en scène Étienne Bierry, théâtre de Poche Montparnasse et tournée. Trois nominations aux Molières dont "Meilleur spectacle".
- L'Amour à trois de René de Obaldia Mise en scène de Thomas le Douarec (rôle de Victor) au théâtre de Poche-Montparnasse, à la Comédie Bastille, au Ciné 13 Théâtre
- 2002 : Le Manège du pouvoir de Jean-Pierre About, mise en scène Thomas Le Douarec, théâtre 14 Jean-Marie Serreau, (rôle de Jean)
- Les Caprices de Marianne d'Alfred de Musset, mise en scène de Jean-Luc Jeener (rôle d’Octave), théâtre du Nord Ouest, 2001
- Une nuit avec Sacha Guitry de Sacha Guitry et Anthéa Sogno, mise en scène de Jacques Décombe (rôle de Guitry), théâtre Rive Gauche, théâtre Marigny de 1998 à 2001
- Du vent dans les branches de sassafras de René de Obaldia mise en scène Thomas le Douarec (rôle de Carlos), théâtre le Ranaelagh, théâtre de Paris.
- Le Portrait de Dorian Gray d'après Oscar Wilde, mise en scène de Thomas le Douarec (rôle de Lord Henry). Théâtre du Trianon, Théâtre Trévise, théâtre de la Main d'or et théâtre Rive Gauche.
- Les Sorcières de Salem d'Arthur Miller, mise en scène Thomas le Douarec (rôle de Thomas Putnam), Centre Mathis, Le Trianon, théâtre Hébertot, théâtre Mouffetard, théâtre du Ranelagh.
- Sur le dos d'un éléphant de et mis en scène de Thomas le Douarec (rôle de Frédéric de Solaire), Centre Mathis, théâtre Paris-Plaine, Bateau-théâtre Ouragan et la Mare au Diable, 1993
- Quai Ouest de Bernard-Marie Koltès, mise en scène de Thierry de Peretti (rôle de Maurice), théâtre Paris-Plaine, 1992
- Maledictis d'après Sacha Guitry (rôle du Mari), « Jacques » du meilleur acteur pour un second rôle, 1990. théâtre de l'École Florent et Centre Wallonie-Bruxelles.
- Voyelles d'après Léo Ferré et Arthur Rimbaud (rôle du conteur)
- Qui a peur de Virginia Woolf ? d'Edward Albee, mise en scène de Joël Pagier (rôle de Georges), théâtre d’Étretat, reprise au Centre Mathis, 1993

## Filmographie

### Acteur
- 2019 : Vous êtes jeunes, vous êtes beaux de Franchin Don
- 2007 : Roman de gare de Claude Lelouch
- 2006 : Nos amis les Terriens de Bernard Werber
- 2004 : Le Petit Sanctuaire, court métrage de Jérôme Fansten
- 1998 : Le Pari de Didier Bourdon et Bernard Campan : un photographe de mode
- 1993 : Le Moulin de Daudet de Samy Pavel : le chevalier
- 2005 : Femmes de loi, téléfilm de Sylvie Ayme
- 1998 : L'Histoire de la médecine, docu-fiction d'Igor Barrère

### Réalisateur
- Big Télévision, épisode zéro de 23 minutes d’un projet de série produit par NA ! Productions (Natacha Amal)
- Tandem, court métrage réalisé dans le cadre Ré-écrire Ré-aliser produit par La Sopadin (Philippe Maynial)

### Scénariste
- Saut de l'ange, scénario coécrit avec Carlotta Clerici (en développement)
- Marianne 2037, péplum musical coécrit avec Marianne James
- 1+1=2, montage de textes autour du couple d’après des auteurs contemporains
- Joséphine, comédie musicale inspirée de la vie de Joséphine Baker
- Sur le dos d'un éléphant, scénario de long métrage écrit en collaboration avec Robin Barataud, Juliette Meyniac et Sylvain Meyniac d’après la pièce du même nom.

## Distinctions
- Molières 2011 : nomination au Molière du théâtre musical pour Mike